# 小行星4691
小行星4691（英語：4691 Toyen）是一颗围绕太阳公转的小行星。1983年10月7日，安東寧·姆爾科斯在克列特发现了此天体。
这颗小行星的绝对星等为298.6117181339221等。